# ふなばしアンデルセン公園
ふなばしアンデルセン公園（ふなばしアンデルセンこうえん）は、千葉県船橋市にある総合公園である。トリップアドバイザーの「トラベラーズチョイス 世界の人気観光スポット2015」の「テーマパーク部門」 にて東京ディズニーランド、東京ディズニーシーに次ぐ日本国内3位。年間来場者数は約90万人。名所として房総の魅力500選に選定されている。

## 概要・歴史

### ワンパク王国の開園と発展
船橋市の市制50周年を記念し、
1987年（昭和62年）11月15日に「ワンパク王国」として開園した。
開園当初から公立の公園としては珍しく、友の会を持つなど集客面でも工夫を図り、開園1年で約33万人が入園者を集めた。
船橋市の平和都市宣言記念シンボル像として入口付近に、1988年（昭和63年）10月15日に岡本太郎作の「平和を呼ぶ」像を除幕。
やなせたかしの協力を得て、1990年（平成2年）9月2日に「アンパンマン」の銅像を除幕 など銅像の建立を進めた。
また、1990年（平成2年）7月に雨天時にも楽しめるようにドームを開設し、同年9月30日に「ミニSL」の運行を開始、1992年（平成4年）11月に長さ50mの巨大な滑り台を開設 など娯楽設備の拡充も進めた。
この他、1989年（平成元年）2月に昔行われていた古い遊びを集めた図鑑を発行し、同年7月には身近にいる虫についてまとめた昆虫図鑑を発行する など子供たちが日常生活で楽しめる身近なものについての本も出版した。
1989年（平成元年）7月31日に50万人目の入園者が来園、1991年（平成3年）5月26日に100万人目の入園者が来園、1994年（平成6年）11月3日に200万人目の入園者が来園と集客を伸ばし、自然と触れ合いながら楽しめる公園と評されるようになった。

### オーデンセ市と姉妹都市提携
船橋市は1989年（平成元年）4月6日にデンマークのオーデンセ市と姉妹都市提携を調印し、1992年（平成4年）7月29日に姉妹都市提携3周年を記念した記念碑を除幕した。
それを受けて、1993年（平成5年）に「ワンパク王国」隣接地に「子ども美術館」やオーデンセ市の出身である童話作家・ハンス・クリスチャン・アンデルセンの童話の世界を具現化した施設を整備し、「アンデルセン公園」を開設することになった。
1994年（平成6年）10月20日に起工式を行って 建設に着手し、オーデンセ市の姉妹都市が全面協力で 19世紀のデンマークを再現するように工事が行われた。
1996年（平成8年）10月25日に「ふなばしアンデルセン公園」として新装開園した。
開園に際しては、日本人で初となる本場デンマーク認定の「風車守り」がいる 本格的なデンマーク式風車で 小麦粉を挽いてパンを作るなど などデンマークの田園風景が忠実に再現された。
1998年（平成10年）10月24日に「アンデルセン童話館」を開館し、初版本を含めて約1300冊の蔵書を揃えてアンデルセンの世界を味わえるようになった。
こうした公園運営がアンデルセンを広めたと評価されて、
2000年（平成12年）4月にオーデンセン市から船橋市に「アンデルセン賞」が授与され、同年末にはオーデンセン市から船橋市に記念にブロンズ像が寄贈された。
それを受けて、アンデルセン賞受賞記念のブロンズ像が当園内に設置されて2001年（平成13年）2月10日に除幕された。
1999年（平成11年）8月15日に「ふなばしアンデルセン公園」としての新装開園後100万人目の入園者が来園。
2002年（平成14年）には冬季に半額とする季節割引を導入したのを皮切りに、年間パスポート券発売を行うなど入場料を弾力化することで集客力を強化。同年6月3日に「ふなばしアンデルセン公園」としての新装開園後200万人目の入園者が来園した。
2003年（平成15年）10月に千葉県内初となる公共のドッグランを開設したほか、2007年（平成19年）10月に「全国都市緑化ふなばしフェア」を開催する などデンマークやアンデルセン以外の誘客施設やイベント開催も進めた。
その結果、2010年（平成22年）5月23日に「ふなばしアンデルセン公園」としての新装開園後600万人目の入園者が来園した。
2011年（平成23年）1月には「花の城ゾーン」の造成を開始して公園の再拡張を開始し、同年8月19日にはキッズガーデンなどを含む「花の城ゾーン」を開設したが、同年10月13日には東日本大震災の影響で発生した福島第一原子力発電所の事故に関連して55マイクロシーベルトの放射線量が測定され、立ち入り禁止が取られて除染の後に安全性が確認され再開。
2014年（平成26年）1月19日に「ふなばしアンデルセン公園」としての新装開園後800万人目の入園者が来園、2015年（平成27年）8月2日に「ふなばしアンデルセン公園」としての新装開園後900万人目の入園者が来園した。
2015年（平成27年）7月にトリップアドバイザーの「トラベラーズチョイス 世界の人気観光スポット2015」のテーマパーク部門で東京ディズニーランド、東京ディズニーシーに次ぐ日本国内3位、「2015年アジアの人気テーマパーク」でも10位となり、ユニバーサル・スタジオ・ジャパンを上回った。

## 沿革
- 1987年（昭和62年）
  - 11月15日 - 船橋市の市制施行50周年記念事業として、「ワンパク王国」が開園[4]。
- 1988年（昭和63年）
  - 10月15日 - 岡本太郎作の「平和を呼ぶ」像を除幕[8]。
- 1989年（平成元年）
  - 7月31日 - 「ワンパク王国」に50万人目の入園者が来園[17][18]。
- 1990年（平成2年）
  - 7月 - 雨天時にも楽しめるようにドームを開設[11]。
  - 9月2日 - 「アンパンマン」の銅像を除幕[10]。
  - 9月30日に「ミニSL」の運行を開始[12][13]。
- 1991年（平成3年）
  - 5月26日 - 「ワンパク王国」に100万人目の入園者が来園[19][20]。
- 1992年（平成4年）
  - 11月に長さ50mの巨大な滑り台を開設[14]。
- 1994年（平成6年）
  - 10月20日 - 「ふなばしアンデルセン公園」起工式[28]。
  - 11月3日 - 「ワンパク王国」に200万人目の入園者が来園[21][22]。
- 1996年（平成8年）
  - 10月25日 - ワンパク王国に隣接してメルヘンの丘ゾーン・子ども美術館ゾーンが完成し、「ふなばしアンデルセン公園」として新装開園[31][注釈 1]。
- 1998年（平成10年）
  - 10月24日 - 「アンデルセン童話館」を開館し[36]、アンデルセンの初版本を含めて約1300冊を蔵書[37]。
- 1999年（平成11年）
  - 8月19日 - 「ふなばしアンデルセン公園」としての新装開園後100万人目の入園者が来園[42]。
- 2000年（平成12年）
  - 4月 - オーデンセン市から船橋市に「アンデルセン賞」を授与[39]。
  - 12月 - オーデンセン市から船橋市にアンデルセン賞受賞記念のブロンズ像を寄贈[40]。
- 2001年（平成13年）
  - 2月10日 - 当園内に設置されたアンデルセン賞受賞記念のブロンズ像が除幕[41]。
- 2002年（平成14年）
  - 冬季に半額とする季節割引を導入[43]。
  - 年間パスポート券を発売[44]。
  - 6月3日 - 「ふなばしアンデルセン公園」としての新装開園後200万人目の入園者が来園[45]。
- 2003年（平成15年）
  - 10月 - 千葉県内初となる公共のドッグランを開設したほか[46]。
- 2007年（平成19年）
  - 10月2日 - 11月4日 - 「全国都市緑化ふなばしフェア」を開催[47]。
- 2010年（平成22年）
  - 5月23日 - 「ふなばしアンデルセン公園」としての新装開園後600万人目の入園者が来園[48]。
- 2011年（平成23年）
  - 1月 - 「花の城ゾーン」の造成を開始[49]。
  - 8月19日 - キッズガーデンを開設[50]。
  - 10月13日には東日本大震災の影響で発生した福島第一原子力発電所の事故に関連して55マイクロシーベルトの放射線量が測定され[51]、立ち入り禁止[52]。除染後に再開[52]。
  - 12月1日 - 園内の風車が、船橋市景観重要建造物の第1号に指定される[58]。
- 2014年（平成26年）
  - 1月19日 - 「ふなばしアンデルセン公園」としての新装開園後800万人目の入園者が来園[53]。
- 2015年（平成27年）
  - 7月 - トリップアドバイザーの「トラベラーズチョイス 世界の人気観光スポット2015」のテーマパーク部門で日本国内3位となる[55]。
  - 8月2日 - 「ふなばしアンデルセン公園」としての新装開園後900万人目の入園者が来園[54]。
  - 8月19日 - 「花の城ゾーン」を開設[50]。

## 施設
園は5ゾーン（ワンパク王国ゾーン、メルヘンの丘ゾーン、自然体験ゾーン、子ども美術館ゾーン、花の城ゾーン）からなる。また、園外施設もある。

### ワンパク王国ゾーン
以下の施設、遊び場、オブジェを含む。
- 森のアスレチック
- じゅえむタワー

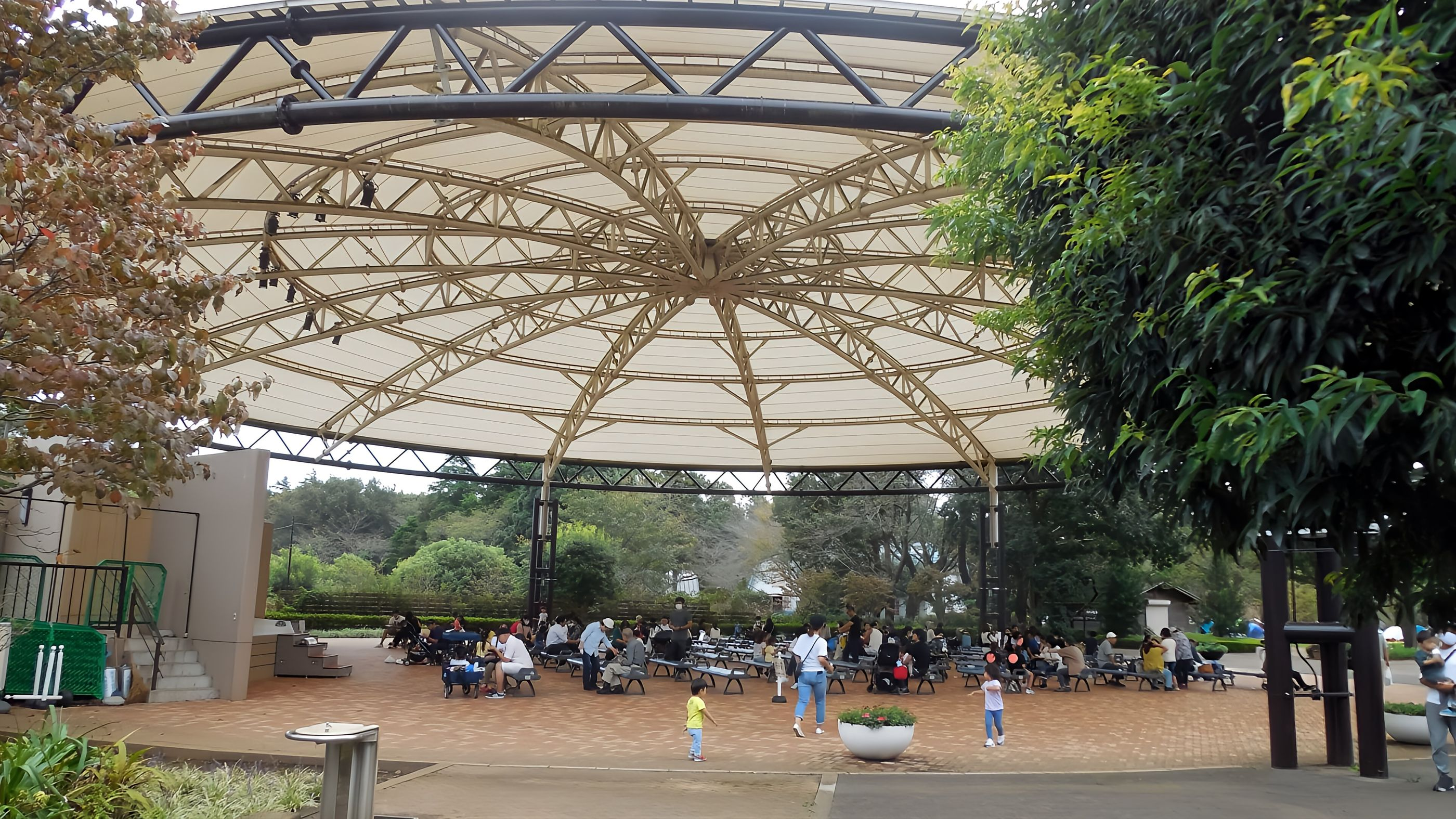
ワンパク王国ゾーン・イベントドーム

- 「平和を呼ぶ」像 - 岡本太郎作で1988年（昭和63年）10月15日に除幕[8]。宇宙に向けて両手掲げた子供を表現している船橋市の平和都市宣言記念シンボル像である[7]。入り口付近にある[7]。
- にじの池
- アルキメデスの泉
- ワンパク城
- ポニーの広場
- 大すべり台 - 1992年（平成4年）11月に開設した長さ50mの巨大な滑り台[14]。
- ワンパクボール島
- イベントドーム

### メルヘンの丘ゾーン
以下の施設、遊び場、オブジェを含む。

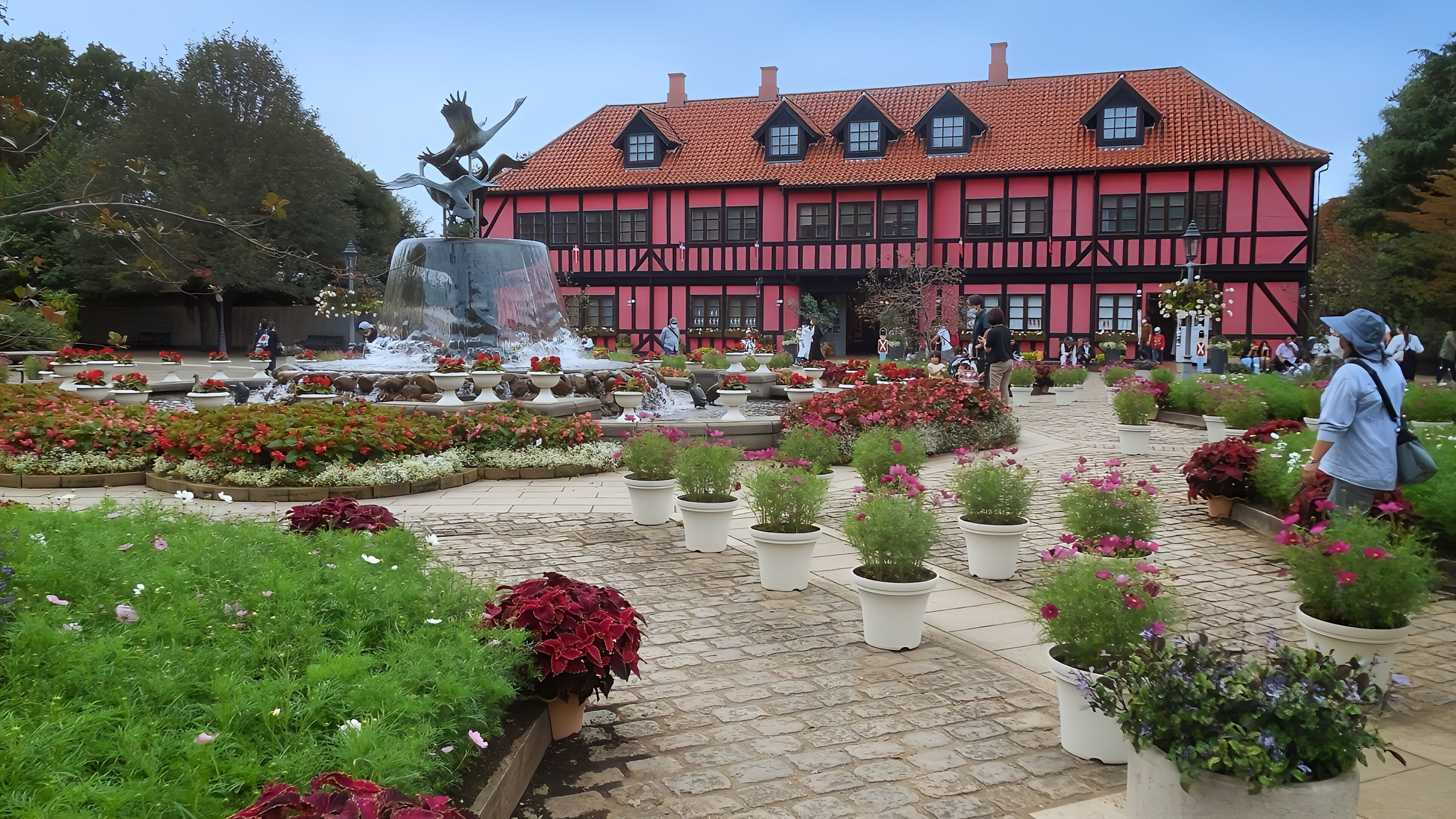
メルヘンの丘ゾーン・コミュニティーセンター

- 風車 - 本格的なデンマーク式風車で[33]、小麦粉を挽いてパンを作っている[34]。開園時には日本人で初となる本場デンマーク認定の「風車守り」がいた[32]。
- コミュニティセンター
- ボートハウス
- 太陽の池
- イベント広場
- 農家
- アンデルセン像 - 2001年（平成13年）2月10日に除幕されたアンデルセン賞受賞記念のブロンズ像[41]。
- 童話館 - 1998年（平成10年）10月24日に開館し[36]、アンデルセンの初版本を含めて約1300冊を蔵書[37]。
- 太陽の橋

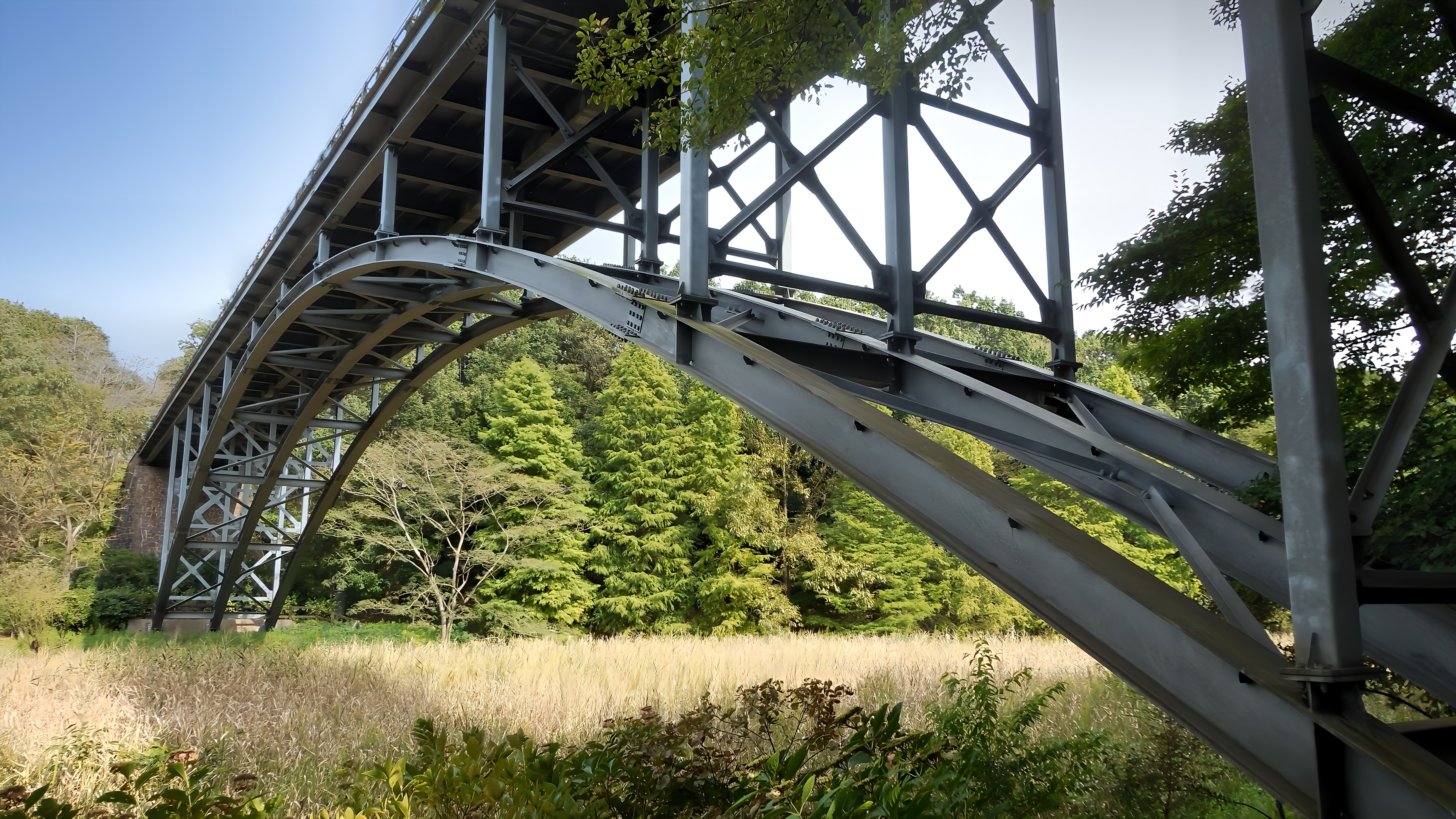
メルヘンの丘ゾーン・太陽の橋
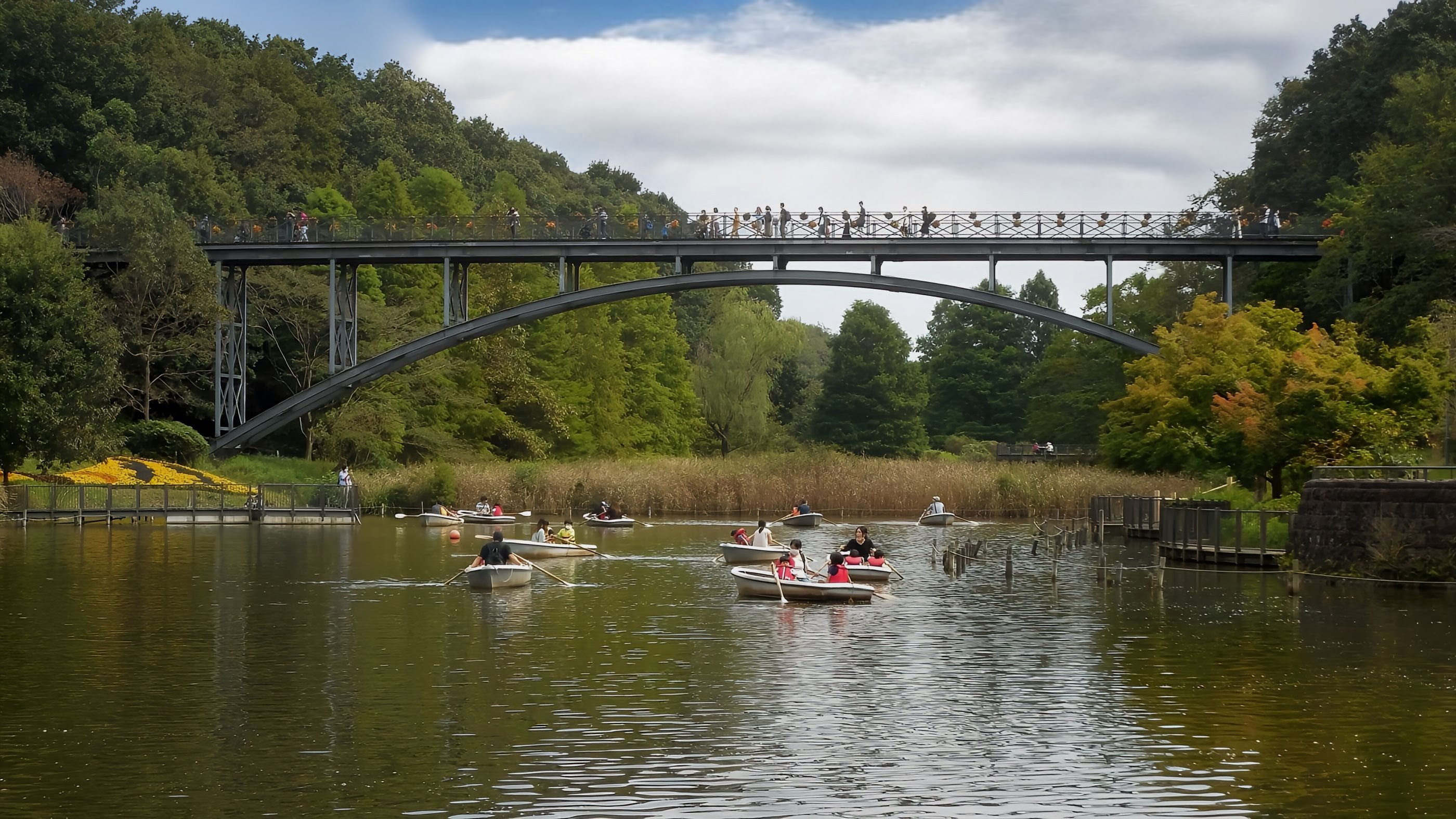
メルヘンの丘ゾーン・太陽の池
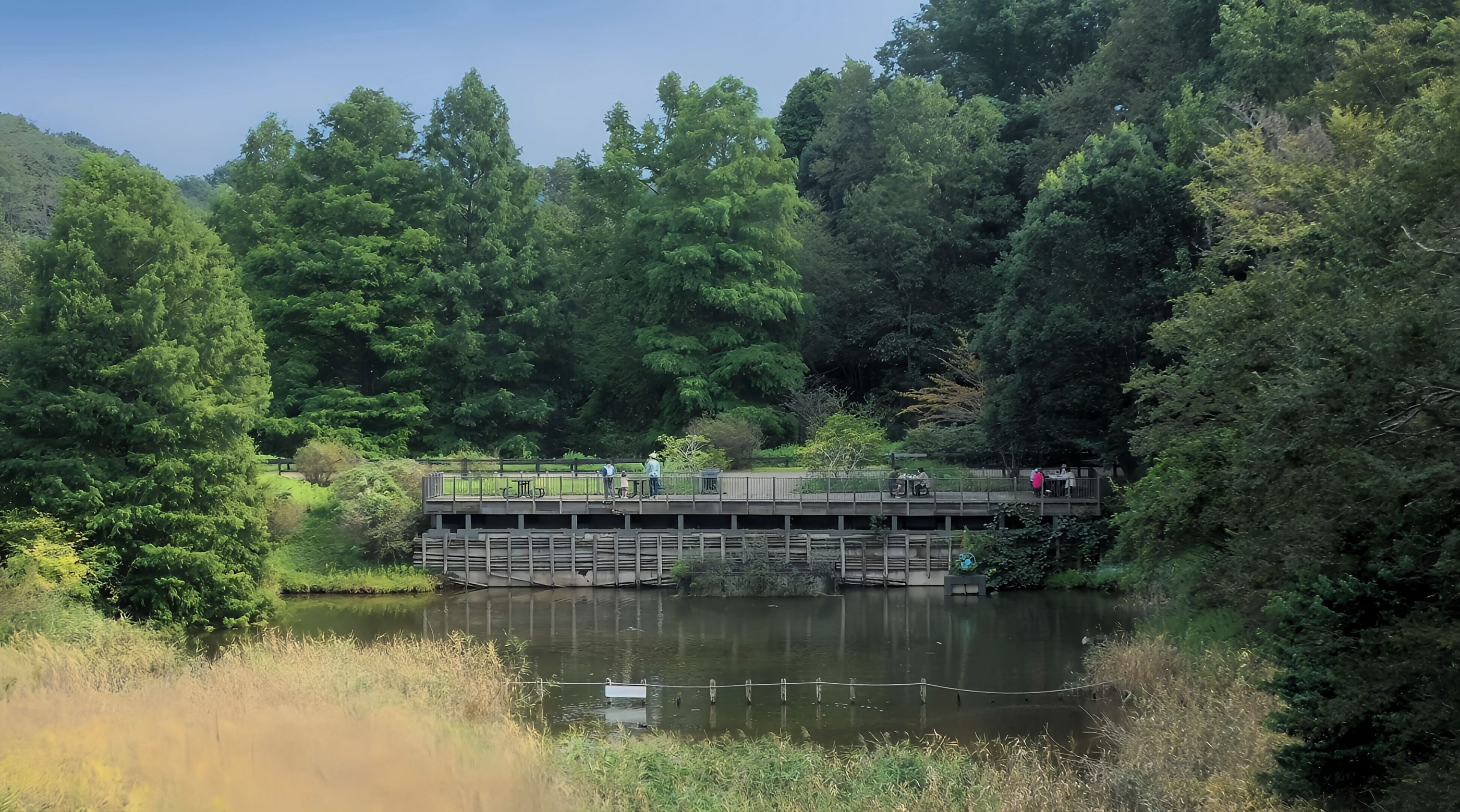
太陽の池の最南端
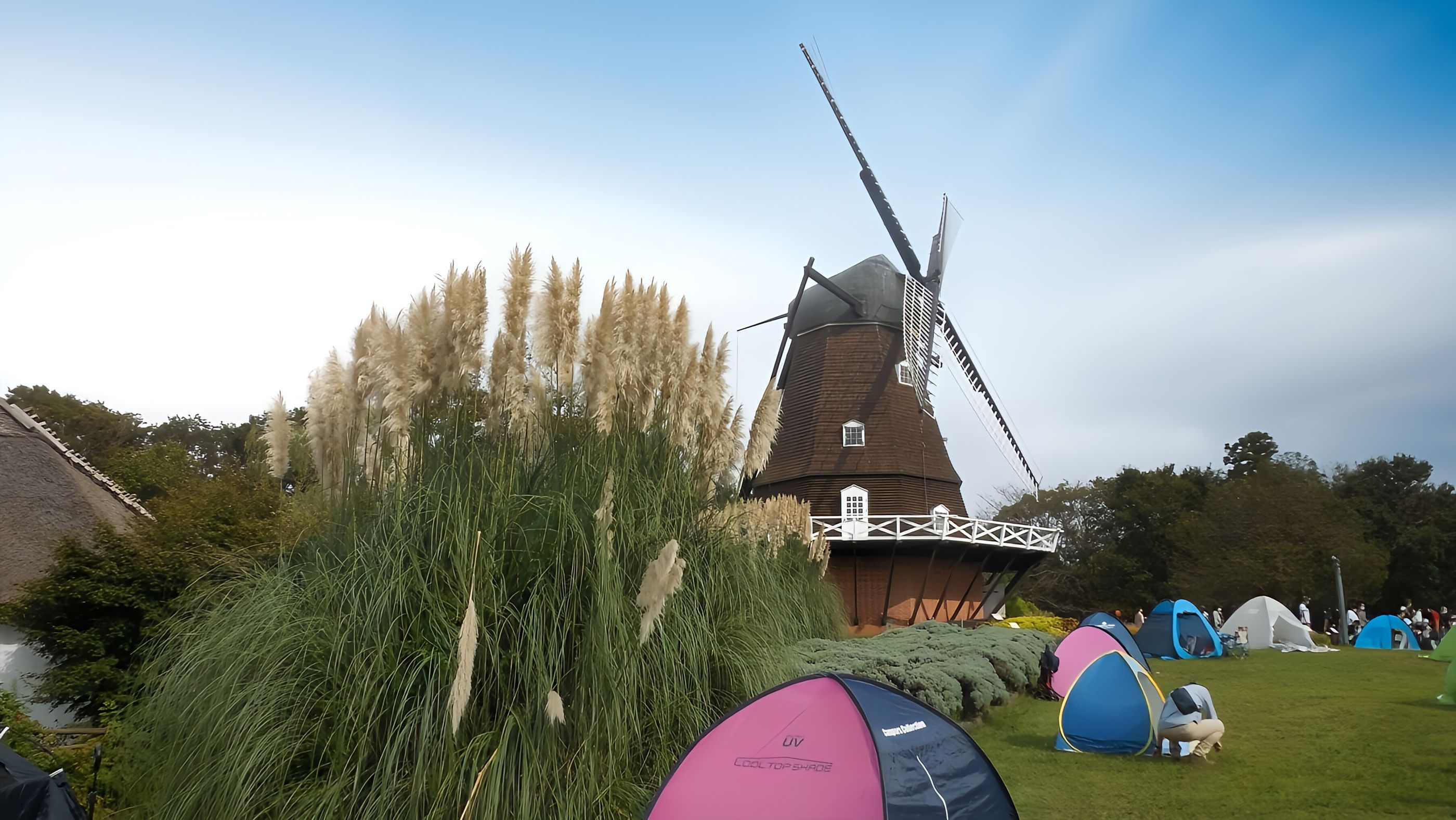
メルヘンの丘ゾーン・風車

### 自然体験ゾーン
以下の施設、遊び場、オブジェを含む。
- 里山の水辺

### 子ども美術館ゾーン

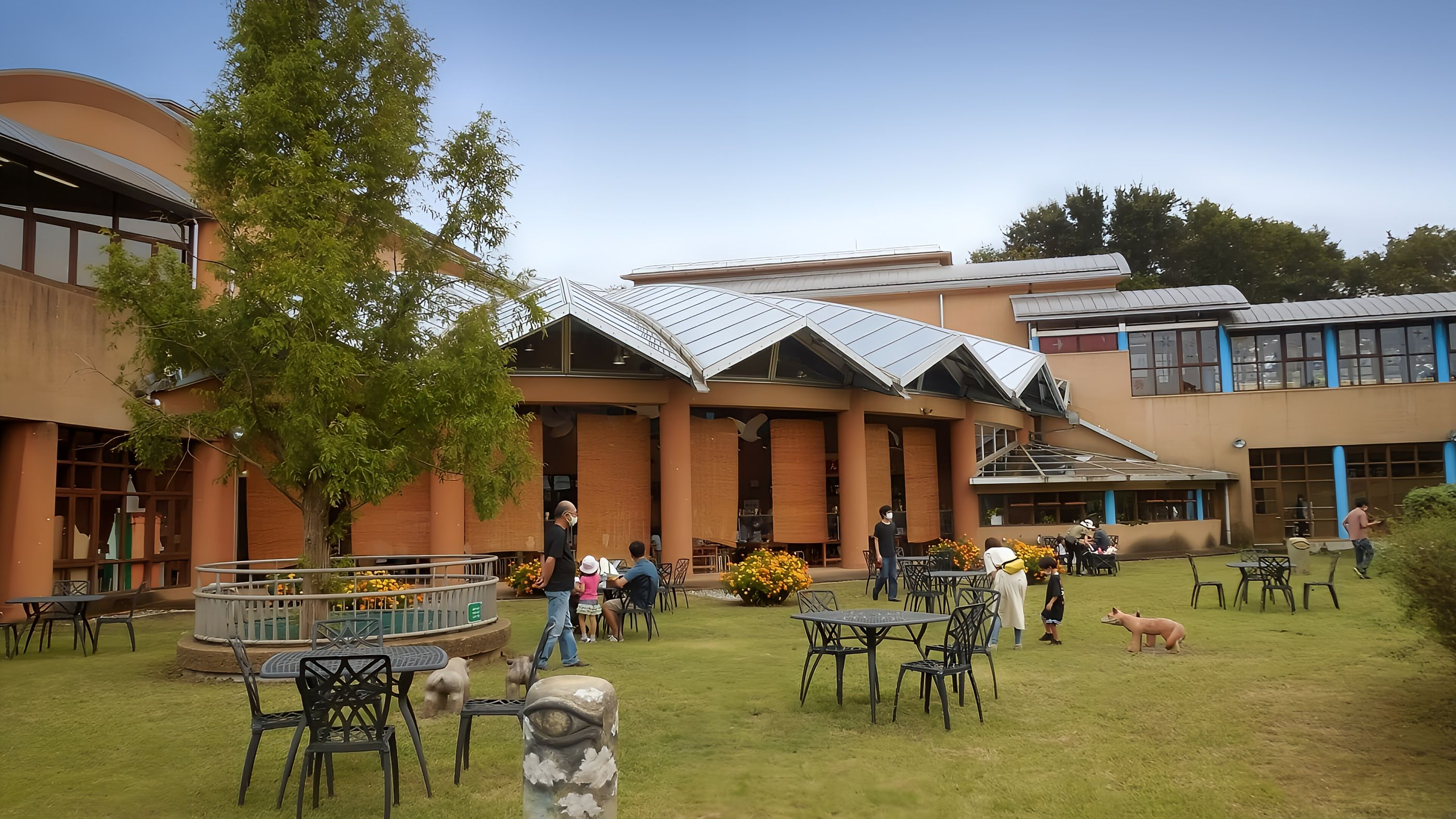
子ども美術館

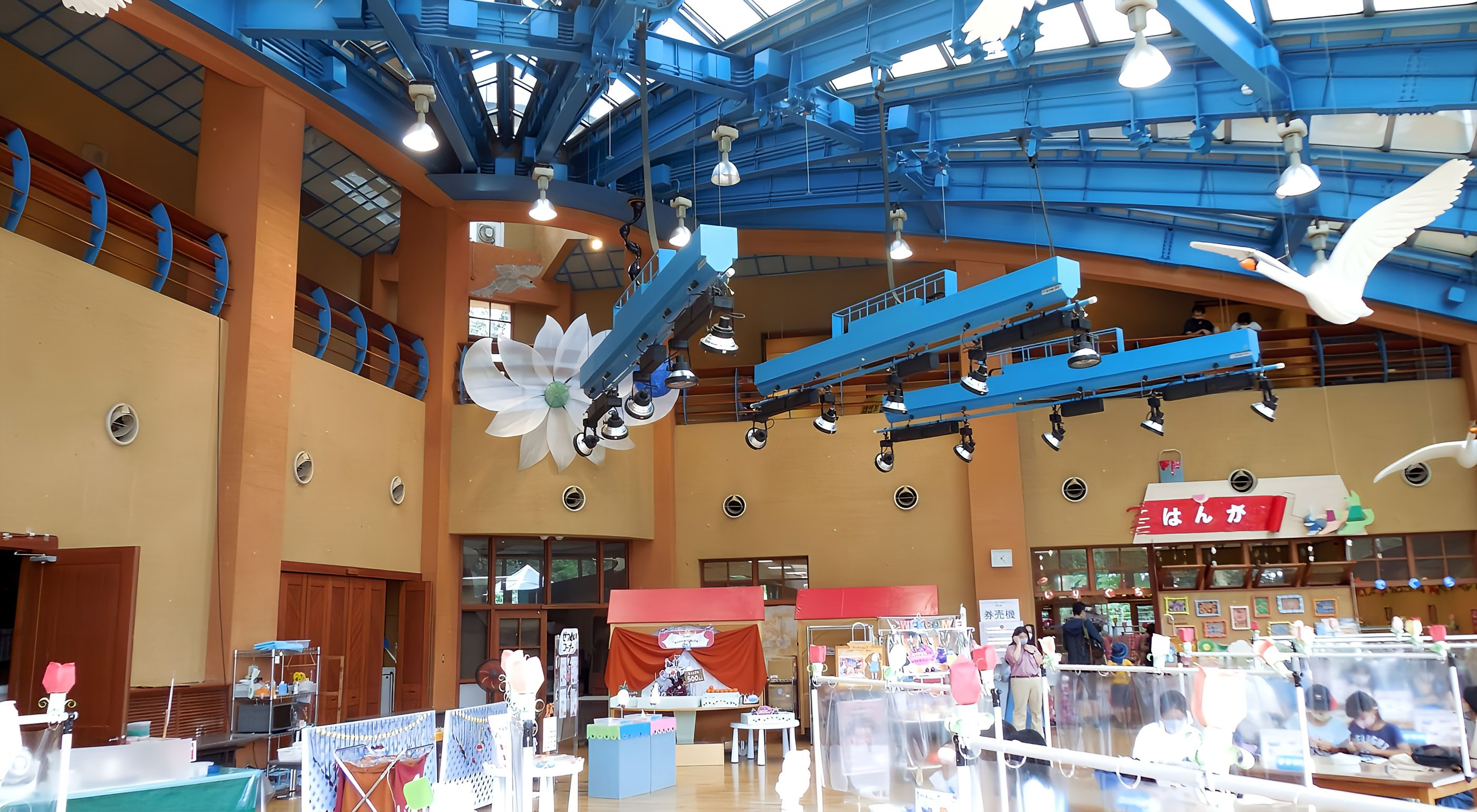
子ども美術館・内部

以下の施設、遊び場、オブジェを含む。
- 子ども美術館
- 野外劇場
- 地中館

### 花の城ゾーン
2011年（平成23年）1月には「花の城ゾーン」の造成を開始。
以下の施設、遊び場、オブジェを含む。
- とかげネット
- キッズハウス
- 花の城レストハウス

### 園外施設
- ドッグラン[59]
アンデルセン公園とは入園ゲートが別となっており、別料金となっている。

## 施設情報

### 開園時間
- 9:30 - 16:00（通常）
- 9:30 - 17:00（4月8日から10月31日の土曜・日曜・祝日、3月20日から4月7日、7月20日から8月31日の全日）

### 休園日
- 月曜日（月曜日が国民の祝日に関する法律〈昭和23年法律第178号〉に規定する休日〈1月1日を除く〉に当たるときを除く）
- 12月29日から翌年1月1日までの日

### 住所
- 千葉県船橋市金堀町525番

### 面積
- 約39万平方メートル

### 管理運営
- 公益財団法人船橋市公園協会

### 料金
- 入園料有料
- 前売入園券購入にて1割引
- 年間パスポート・船橋市民年間パスポート有
- 下記の期間は無料[60]

| 3月3日        | ひなまつり                                            | 中学生以下 入園無料 |
| 4月2日        | H.C.アンデルセンデー （H.C.アンデルセンの誕生日）     | 中学生以下 入園無料 |
| 5月5日        | こどもの日                                            | 中学生以下 入園無料 |
| 6月15日       | 千葉県民の日                                          | 中学生以下 入園無料 |
| 10月第4日曜日 | 市民無料開放デー （ふなばしアンデルセン公園開園記念） | 入園無料            |

### バリアフリー
園内はバリアフリー化されており、設備的には段差や傾斜などがほぼ解消され車椅子での利用が十分に配慮されている。

## 交通

### 公共交通機関
- JR東日本船橋駅北口からバス（約40分）
  - 北ゲート
    - アンデルセン公園行き乗車時、終点「アンデルセン公園」下車徒歩1分
    - 小室駅行き乗車時「県民の森」下車徒歩5分
    - 豊富農協前行き乗車時、終点「豊富農協前」下車徒歩5分

  - 西ゲート
    - 小室駅行き乗車時「アンデルセン公園西口」下車徒歩5分
- 京成松戸線三咲駅からバス（約15分）
  - 北ゲート
    - アンデルセン公園行き乗車時、終点「アンデルセン公園」下車徒歩1分
    - セコメディック病院行き乗車時「アンデルセン公園」下車徒歩1分
    - 小室駅行き乗車時「県民の森」下車徒歩5分

  - 西ゲート
    - アンデルセン公園行き乗車時「アンデルセン公園西口」下車徒歩5分
    - セコメディック病院行き乗車時「アンデルセン公園西口」下車徒歩5分
    - 小室駅行き乗車時「アンデルセン公園西口」下車徒歩5分
- 京成松戸線・東葉高速鉄道北習志野駅からバス（約20分）
  - 北ゲート
    - 小室駅行き乗車時「アンデルセン公園」下車徒歩1分
    - セコメディック病院行き乗車時「豊富農協前」下車徒歩5分
- 北総鉄道小室駅からバス（約15分）
  - 北ゲート
    - 北習志野駅行き乗車時「アンデルセン公園」下車徒歩1分
    - 船橋駅北口行き乗車時「県民の森」下車徒歩5分

  - 西ゲート
    - 船橋駅北口行き乗車時「アンデルセン公園西口」下車徒歩5分

### 空路
成田国際空港より車で約1時間、東京国際空港（羽田空港）よりタクシーで約1時間30分

## テレビ番組
- 日経スペシャル カンブリア宮殿 GWに行きたい！リピーター続出！ 無名テーマパークが仕掛けた逆転劇の秘密（2019年5月2日、テレビ東京）[62]